# 大駝
大駝（學名：Titanotylopus），以往被稱為象駝，是已滅絕的駱駝科成員，生存於中新世晚期至更新世早期（1,300 萬年前至 30,000 年前）的北美洲。

## 描述
大駝的四肢很長及巨大，腦顱則較細小，眶間區突出。大駝平均高3.5米（11.5英尺）。由於大駝的脊骨上有長的神經棘，估計牠像現今的駱駝般是有駝峰的。
大駝與其他早期駱駝不同的是牠那大的上犬齒及牙齒特徵，而且牠的頭顱骨沒有淚腺窩。大駝不像擬駝，牠的第二趾骨相對的闊，顯示牠們像現今駱駝般腳上有真正的墊子。
大駝屬的T. spatulus有闊及像鏟子的門齒。

## 分布與棲息地
在美國阿利桑那州、科羅拉多州、內布拉斯加州、堪薩斯州及德克薩斯州都有發現大駝的遺骸。

## 分類上的爭議
雖然一些學者認為大駝與象駝是同一屬，但有些則仍堅持牠們是不同的。有學者就基於下頜骨認為T. nebraskensis是屬於大駝屬的，而T. spatula則包括了G. fricki應是象駝。大駝及象駝在近親的趾骨上仍存有一些分別。